# Mary Cordia Karl
Elizabeth Karl (Irmã Mary Cordia) (16 de novembro de 1893 – 30 de agosto de 1984) foi uma matemática estadunidense, que contribuiu significativamente para a teoria dos ortopolos na geometria. Este foi o tema de sua tese de doutorado na Universidade Johns Hopkins em 1931.
Foi chefe do Departamento de Matemática do College Notre Dame of Maryland (atual Notre Dame of Maryland University) até 1965, quando aposentou-se com o título de Professora Emérita.

## Tese de doutorado
Sua tese de doutorado foi intitulada "Projective Theory of the Orthopoles". Um grande resumo deste trabalho foi publicado no American Mathematical Monthly (junho-julho de 1932, páginas 327-338). A ideia chave é associar uma linha-parábola bem escolhida a cada linha ordinária do plano, de tal forma que o ortopolo de qualquer elemento da linha-parábola pertença à linha inicial. Essa correspondência pode ser ilustrada pela figura a seguir (onde L é a linha no infinito e A1, A2, A3 o triângulo da base):

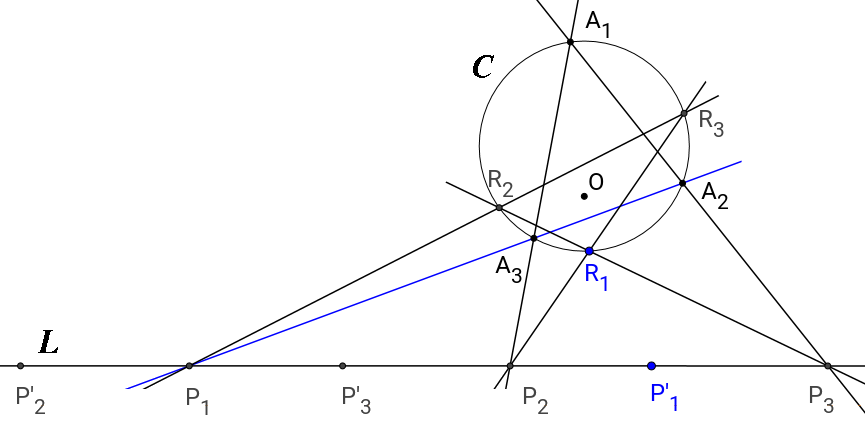
A parábola associada à linha A_{2}A_{3} é a parábola da linha degenerada {R_{1}, P ′_{1}}

Tal aparato projetivo permite, dado um ponto no plano, determinar as retas que admitem este ponto como ortopolo. No caso geral, existem quatro deles (incluindo a linha no infinito e as linhas complexas, se houver).